# مهدي علي عبد السلام عبد الله
مهدي علي عبد السلام عبد الله برلماني يمني، عضو في مجلس النواب، عن الدورة البرلمانية 2003-2009 والكتلة البرلمانية لنواب حزب المؤتمر الشعبي العام عن الدائرة الانتخابية رقم (25) بمحافظة عدن.
بإتفاق سياسي تمددت فترة المجلس لمدة عامين وتمددت لمدة عامين آخرين حتى 2013 حسب إتفاق المبادرة الخليجية .